# Wappen Mosambiks

Wappen Mosambiks

Das 1990 eingeführte Wappen Mosambiks ist an das Staatswappen der Sowjetunion angelehnt. Es zeigt ein von Maiskolben und Zuckerrohr umrandetes gelbes Zahnrad, in dem, vor einer roten Sonne und über einer Landkarte Mosambiks inklusive blauen Wellenbalken (Straße von Mosambik), eine sich mit einer Hacke kreuzende Kalaschnikow vor einem aufgeschlagenen Buch befindet. Der Kranz ist mit einem roten Schriftband umbunden, auf dem unten der Staatsname „República de Moçambique“ steht. Oben, zwischen Maispflanze und Zuckerrohr befindet sich des Weiteren ein golden umrandeter Roter Stern.
Maiskolben und Zuckerrohr symbolisieren die Landwirtschaft bzw. die Natur des Landes, das Zahnrad die Arbeiter, das Buch die soziale Schicht der Intelligenz, die Hacke die Klasse der Bauern, die Kalaschnikow den Unabhängigkeitskampf des Landes und der rote Stern den Sozialismus. Die rote Sonne symbolisiert den Süden Afrikas und die Hoffnung auf ein besseres Leben.

## Historische Wappen
Die frühere portugiesische Kolonie Mosambik trug schon vor 1935 ein Wappen, das dem anderer portugiesischen Kolonien entsprach. 1951 wurde Mosambik in eine portugiesische Überseeprovinz umgewandelt und das seit 1935 gültige dreiteilige Wappen durch Änderung der Gebietsbezeichnung angepasst. Es zeigt einen Wappenschild auf einer mit einer Mauerkrone bekrönten goldenen Armillarsphäre.
Im ersten Feld sind fünf blaue Schildchen mit den fünf silbernen Scheiben darauf, die sogenannten Quinas; im zweiten Feld steht in Silber ein mit rotem Band zusammengebundenes Bündel grüner Pfeile; im Schildfuß sind grün-silberne Wellenbalken. Darunter befindet sich ein Schriftband, auf dem der Name der Kolonie, beziehungsweise ab 1951 Überseeprovinz, zu lesen ist.
Als Mosambik 1975 unabhängig wurde, nahm es ein Wappen an, welches sich in Feinheiten vom heute verwendeten unterschied, etwa in der braunen Farbe der Landkarte, der Farbe und Gestaltung des Wassers, dem Schriftband mit dem Staatsnamen „República Popular de Moçambique“ und der insgesamt ganz runden Gestaltung. 1982 wurde das Wappen schließlich in die heute noch gültige Form gebracht und 1990 der Staatsname in „República de Moçambique“ geändert.

Kleines Wappen ab 1935
Großes Wappen ab 1935
Großes Wappen ab 1951
Staatswappen Mosambiks 1975–1982